# 1-fenylethylamin
1-Fenylethylamin je organická sloučenina se vzorcem C6H5CH(NH2)CH3. Podobně jako u benzylaminu jde o poměrně silnou zásadu, která vytváří soli a iminy.
Lze jej zapojit do reduktivních aminací acetofenonů za mnoha různých podmínek. Jedním z nejvýznamnějších způsobů takového využití je Mignonacova reakce, což je reakce prováděná v jediné nádobě využívající jako redukční činidlo plynný vodík:
Dalším způsobem je Leuckartova reakce, při níž se používá mravenčan amonný.